# 長浜野口記念公園
長浜野口記念公園（ながはまのぐちきねんこうえん）は、横浜市金沢区に位置する横浜市立の都市公園（歴史公園）である。

## 概要
埋立以前の海岸線に位置し、北は長浜公園、南は旧在日米軍小柴貯油施設（2005年に返還され、公園として整備中）に近接する。
長浜地区にあった長浜検疫所には検疫医官補だった野口英世が細菌検査を行った細菌検査室があり、1997年（平成9年）に横浜市に寄贈され長浜野口記念公園内で保存されることになった（旧長濱検疫所一号停留所も参照）。

## 主な施設
- 横浜市長浜ホール
- 旧細菌検査室

## アクセス
- 京浜急行本線 能見台駅 徒歩15分
- 金沢シーサイドライン 幸浦駅 徒歩15分